# Arachnodes
Arachnodes är ett släkte av skalbaggar. Arachnodes ingår i familjen bladhorningar.

## Dottertaxa tillArachnodes, i alfabetisk ordning[1]
- Arachnodes abadiei
- Arachnodes aeneoviridis
- Arachnodes ampasindavae
- Arachnodes andriai
- Arachnodes angulosus
- Arachnodes bicolor
- Arachnodes biimpressus
- Arachnodes brunnipes
- Arachnodes delaunayi
- Arachnodes dichrous
- Arachnodes didiensis
- Arachnodes dieganus
- Arachnodes fairmairei
- Arachnodes fulgens
- Arachnodes globuloides
- Arachnodes globulosus
- Arachnodes grossepunctatus
- Arachnodes hanskii
- Arachnodes histeroides
- Arachnodes insularis
- Arachnodes jeanneli
- Arachnodes kelifelyi
- Arachnodes luctuosus
- Arachnodes mahafalyensis
- Arachnodes manaitrai
- Arachnodes manomboensis
- Arachnodes mantillerii
- Arachnodes micans
- Arachnodes minutus
- Arachnodes morati
- Arachnodes neonitidus
- Arachnodes nitidus
- Arachnodes nosybeensis
- Arachnodes oberthuri
- Arachnodes philippi
- Arachnodes pierrettae
- Arachnodes pillula
- Arachnodes pusillus
- Arachnodes refulgens
- Arachnodes renaudi
- Arachnodes robinsoni
- Arachnodes rubrolimbatus
- Arachnodes rubrotinctus
- Arachnodes sakarahae
- Arachnodes saprinoides
- Arachnodes semichalceus
- Arachnodes seminitidus
- Arachnodes seyrigi
- Arachnodes soganus
- Arachnodes tibialis
- Arachnodes variolosus
- Arachnodes vicinus
- Arachnodes viettei
- Arachnodes vieui
- Arachnodes vigilans
- Arachnodes zombitsyensis